# 巴布魯伊斯克區
巴布魯伊斯克區，又按俄语名译为博布魯伊斯克區（羅馬化：Bobruyskiy rayon），是白俄羅斯東部莫吉廖夫州的一個區，行政中心为巴布鲁伊斯克，面積1,599.05平方公里，2009年人口20,660，人口密度每平方公里12.85人。